# Maria Grever
Maria Grever ('s-Hertogenbosch, 1953) is een Nederlands historica. Zij werkte van 2000 tot en met 2020 als hoogleraar Theorie en Methoden van de Geschiedenis en als directeur van het Centrum voor Historische Cultuur aan de Erasmus School of History, Culture and Communication van de Erasmus Universiteit Rotterdam. Sinds 1 september 2020 is zij research fellow van het NL-Lab KNAW Humanities Cluster (Huygens Instituut). 

## Opleiding en onderzoek
Maria Grever studeerde economische en sociale geschiedenis te Nijmegen (in 1981 afgestudeerd) en promoveerde daar in 1994 cum laude op een intellectuele biografie van de historica Johanna Naber. Aan de Erasmus Universiteit Rotterdam onderzoekt zij de veranderende betekenis van het verleden voor mensen sinds de late achttiende eeuw: enerzijds de vormgeving van collectief geheugen via tradities, rituelen, onderwijs en erfgoed, anderzijds de constructie en circulatie van historische kennis. Zij publiceert over historisch besef, collectieve herinnering en nationale identiteit; erfgoed en geschiedenisonderwijs; politieke cultuur en gender.
Dit onderzoek heeft geresulteerd in de formulering van een metahistorisch model over "historische cultuur" waarin drie interactieve analyseniveaus de dynamische omgang met het verleden inzichtelijk maken: historische verhalen en performatieve representaties (periodes, personen, gebeurtenissen); herinneringsinfrastructuren die het mogelijk maken om kennis over het verleden te delen met anderen (academische geschiedenis, onderwijs, musea, monumenten, jaarlijkse herdenkingen); geschiedconcepties die uitdrukking geven aan visies op de verhouding verleden, heden, toekomst (vooruitgang, neergang, eschatologie, cyclische tijd). Het concept historische cultuur omvat wetenschap en populaire cultuur, materiële en immateriële articulaties, en de interacties tussen menselijk handelen en traditie.
Vanuit deze benadering heeft zij als hoofdaanvrager diverse onderzoeksprojecten geleid, zoals de productie en canonisering van historische kennis, inclusief constructies van nationale identiteit (NWO; WRR); de betekenis van erfgoed over slavernij en WOII in regulier geschiedenisonderwijs (NWO); de omgang met gevoelig oorlogsverleden in populaire genres als informele kennisverwerving (Erfgoed Nederland; EUR). Zie ook de NWO projecten, zoals: Paradoxes of De-Canonization. New Forms of Cultural Transmission in History (2004-2006), Heritage education, plurality of narratives and shared historical knowledge, en het project Historical scholarship and school history: national narratives in Dutch and English textbooks, 1920-2010.

## Activiteiten
In de periode 1992-1998 was zij bestuurslid en vicevoorzitter van het Internationaal Informatiecentrum en Archief voor de Vrouwenbeweging (IIAV, thans Atria, kennisinstituut voor emancipatie en vrouwengeschiedenis); van 1995-2000 was zij voorzitter van de Vereniging voor Vrouwengeschiedenis (Vereniging voor Gendergeschiedenis) (VVG); van 1997-2008 lid van de redactie en redactievoorzitter van het Tijdschrift voor Geschiedenis; van 2003-2010 lid en bestuurslid van de Sociaal-Wetenschappelijke Raad; van 2007 tot in 2010 was zij bestuurslid en vicevoorzitter van de Stichting Erfgoed Nederland; van 2007-2017 lid en voorzitter van NIOD, Wetenschapscommissie (KNAW); van 2007-2017 bestuurslid van de Stichting Praemium Erasmianum; van 2017-2023 was zij lid van de Raad van Geesteswetenschappen. Daarnaast was zij opleidingsdirecteur geschiedenis en lid van het faculteitsbestuur ESHCC (2002-2007). Van 2017 tot 2020 was zij hoofd van de afdeling Geschiedenis ESHCC.
Andere activiteiten:
- sinds 2010 lid van de Koninklijke Nederlandse Academie van Wetenschappen (KNAW)
- coördinator Research Network Theory of History, Huizinga Research School [3]
- voorzitter Commissie Geschiedenis en Letteren (Cultuurfonds)
- als KNAW-lid schreef zij in 2023 samen met een speciale commissie het KNAW adviesrapport "Wankele sokkels. Omstreden monumenten in de openbare ruimte"[4]

## Onderscheidingen
- 1996: SNS-Bankprijs voor de beste dissertatie van de Katholieke Universiteit Nijmegen in de periode 1994-1996.
- 1997: Huib de Ruyterprijs van de Vereniging van Geschiedenisdocenten in Nederland (VGN) vanwege haar inspaningen om de afstand tussen hoger en voortgezet onderwijs te verkleinen en om vrouwengeschiedenis in hoger en voortgezet onderwijs een volwaardige plaats te geven.
- 1998: onderscheiden als officier in de Orde van Oranje-Nassau vanwege uitzonderlijke prestaties op het (inter)nationale gebied van de academische geschiedenis, het geschiedenisonderwijs, de vrouwenemancipatie en het leveren van uitmuntende diensten aan de samenleving.
- 2013: Honorary Board Member EUROCLIO European Association of History Educators, www.euroclio.eu/new/index.php/honorary-board
- 2015 ENVH Athena Award van het College van Bestuur van de Erasmus Universiteit Rotterdam als erkenning voor uitmuntende bijdrage aan de bevordering van vrouwelijk talent binnen de wetenschap in het algemeen en de Erasmus Universiteit Rotterdam in het bijzonder.

## Publicaties
Artikelen (selectie)
- Maria Grever, 'Traces of existence: public monuments and the dead', Rethinking History. The Journal of Theory and Practice 29 (2025) 1-21 (https://www.tandfonline.com/doi/full/10.1080/13642529.2025.2470486?src=#references-Section).
- M. Grever, 'Historical Consciousness and Controversial Statues in a Postcolonial World: the Case of Missionary Peerke Donders (1809-1887)', History of Education 52 (2023) 6, 1000-1014.
- M. Grever & S. Legêne, 'Histories of an old Empire. The Ever-Changing Acknowledgement of Dutch Imperialism as a Present Past' in A. Delgado & A. Mycock eds., Conflicts in History Education in Europe. Political Context, History Teaching and National Identity (Charlotte, NC: IAP Information Age Publishing, 2023) 27-47.
- M. Grever, 'History writing without closure' (review essay), History and Theory 59 (2020) 3, 490-496.
- M. Grever & R.-J. Adriaansen, 'Historical Consciousness: the Enigma of Different Paradigms', Journal of Curriculum Studies 51 (2019) 6, 814-830 (https://www.tandfonline.com/doi/full/10.1080/00220272.2019.1652937).
- S. Driessen, M. Grever & S. Reijnders, 'Lessons of wars. The significance of battlefield tours for the Dutch military', Critical Military Studies (2019) 1-19.
- M. Grever, 'The Netherlands', in L. Cajani, S. Lässig & M. Repoussi eds., Palgrave Handbook of Conflict and History Education in the Post-Cold War Era (Basingstoke: Palgrave Macmillan, 2019) 385-402.
- A. Clark & M. Grever, 'Historical Consciousness: Conceptualizations and Educational Applications', in S.A. Metzer & L. McArthur Harris eds., International Handbook of History Teaching and Learning (New York: Wiley-Blackwell Publishers, 2018) 177-201.
- M. Grever, 'Teaching the War. Reflections on Popular Uses of Difficult Heritage', in T. Epstein & C. Peck eds., Teaching and Learning Difficult Histories. Global Concepts and Contexts. A Critical Sociocultural Approach (New York: Routledge, 2018) 30-44.
- M. Grever, 'Johanna Wilhelmina Antoinette Naber (1859-1941)', Digitaal Vrouwenlexicon van Nederland (ING-Huygens 2012).[5]
- M. Grever, B. Pelzer & T. Haydn, 'High school students' views on history', Journal of Curriculum Studies 43 (2011) 2, 207-229.
- M. Grever, 'Geen identiteit zonder oriëntatie in de tijd. Over de noodzaak van chronologie', BMGN 124 (2009) 397-410.

Boeken (selectie)
- M. Grever, Een ecologische breukervaring? Corona en historisch besef / An ecological rupture? Corona and historical consciousness. Afscheidscollege Erasmus Universiteit Rotterdam (Hilversum, Verloren, 2021) 32 p.
- M. Grever, Onontkoombaar verleden. Reflecties op een veranderende historische cultuur (Hilversum, Verloren, 2020), 224 p.,   (Uitgeverij Verloren)
- Mario Carretero, Stefan Berger & Maria Grever (redactie), Palgrave Handbook of Research in Historical Culture and Education (Basingstoke, Palgrave Macmillan, 2017) 810 p.
- C. van Boxtel, M. Grever & S. Klein (redactie), Sensitive Pasts. Questioning Heritage in Education (New York / Oxford, Berghahn Books, 2016). Volume 27 van de serie "Making Sense of History", 296 p.
- M. Grever & C. van Boxtel, Verlangen naar tastbaar verleden. Erfgoed, onderwijs en historisch besef (Hilversum, Verloren, 2014).
- M. Grever, I. de Haan, D. Hondius, S. Legêne eds., Grenzeloze gelijkheid. Historische vertogen over cultuurverschil (Amsterdam, Bert Bakker, 2011) 360 p.
- M. Grever & Siep Stuurman eds., Beyond the Canon. History for the Twenty-First Century (Basingstoke, Palgrave Macmillan, 2007) 220 p.
- Maria Grever & Kees Ribbens, Nationale identiteit en meervoudig verleden (WRR Verkenning nr. 17) (Amsterdam University Press 2007) 222 p. (https://www.wrr.nl/publicaties/verkenningen/2007/09/24/nationale-identiteit-en-meervoudig-verleden---17)
- Maria Grever, Ed Jonker, Kees Ribbens & Siep Stuurman, Controverses rond de canon (Assen, Van Gorcum, 2006), 128 p.
- Maria Grever & Berteke Waaldijk, Transforming the public sphere; The Dutch National Exhibition of Women's Labor in 1898 (Durham, Duke University Press, 2004) 306 p.
- M.Grever & H.Jansen eds, De ongrijpbare tijd; Temporaliteit en de constructie van het verleden (Hilversum, Verloren, 2001) 200 p.
- M. Grever, Strijd tegen de stilte. Johanna Naber (1859-1941) en de vrouwenstem in geschiedenis (Hilversum, Verloren, 1994), 400 p., dissertatie over Johanna W.A. Naber (deels ook in te zien via books.google.nl).

- Bibliothèque nationale de France: cb12460446s (data)
- Gemeinsame Normdatei: 172105455
- International Standard Name Identifier: 0000 0000 4187 2041
- Library of Congress Control Number: n92042986
- Nationale Bibliotheek van Tsjechië: osd20201090248
- Nationale Bibliotheek van Israël: 987007286172005171
- Nederlandse Thesaurus van Auteursnamen: 073865168
- Système universitaire de documentation: 109918959
- Virtual International Authority File: 64102927
- WorldCat: E39PBJvxtQ9Dhr7ymh6Xh9jcT3